# Clarence Pinkston
Clarence Pinkston (Wichita, 1 de fevereiro de 1900 – 18 de novembro de 1961) é um saltador estadunidense, campeão olímpico.

## Carreira
Pinkston competiu nos Jogos Olímpicos de Verão de 1920 em Antuérpia e venceu a prova masculina de plataforma de 10 metros com a pontuação total de 503.30. Ele frequentou a San Diego High, onde ganhou um título de ginástica aos quinze anos de idade. Foi o primeiro esportista deste clube a vencer uma medalha de ouro olímpica. Anos depois, tornou-se treinador de saltos.